# حسين باشا السلحدار
حسين باشا السلحدار أو السلاحدار (1007-1092ه‍). أصله من بوسنة، ولجماله يسمى (قز حسين باشا)، و (قز) تعني الفتاة أو البنت بالتركية. كان من الغلمان أيام السلطان مراد الرابع، حتى أصبح سلحداراً فولي بغداد والبصرة ومناصب أخرى عديدة.
أحد ولاة الدولة العثمانية الذي ولي الحكم على بغداد للفترة (1082-1085 ه‍/ 1670-1674م)، خلفاً للوالي قرة مصطفى باشا، وقرة باشا هذا حكم بغداد ثلاث مرات.

## أهم آثاره
- جامع حسين باشا.[5]
- سقاية أبي سيفين.
- سقاية مرقد الغزالي.
- سقاية مرقد أم موسى الكاظم.[6]

## وفاته
توفي الوالي السلحدار حسين باشا سنة 1092ه‍، ودفن في مقبرة الغزالي ببغداد،بينما ذكر المؤرخ عباس العزاوي نقلاً عن كتاب تاريخ السلحدار انه ولي البصرة وتوفي في شهر ربيع الآخر سنة 1098 ه‍.